# هالي أرمادا

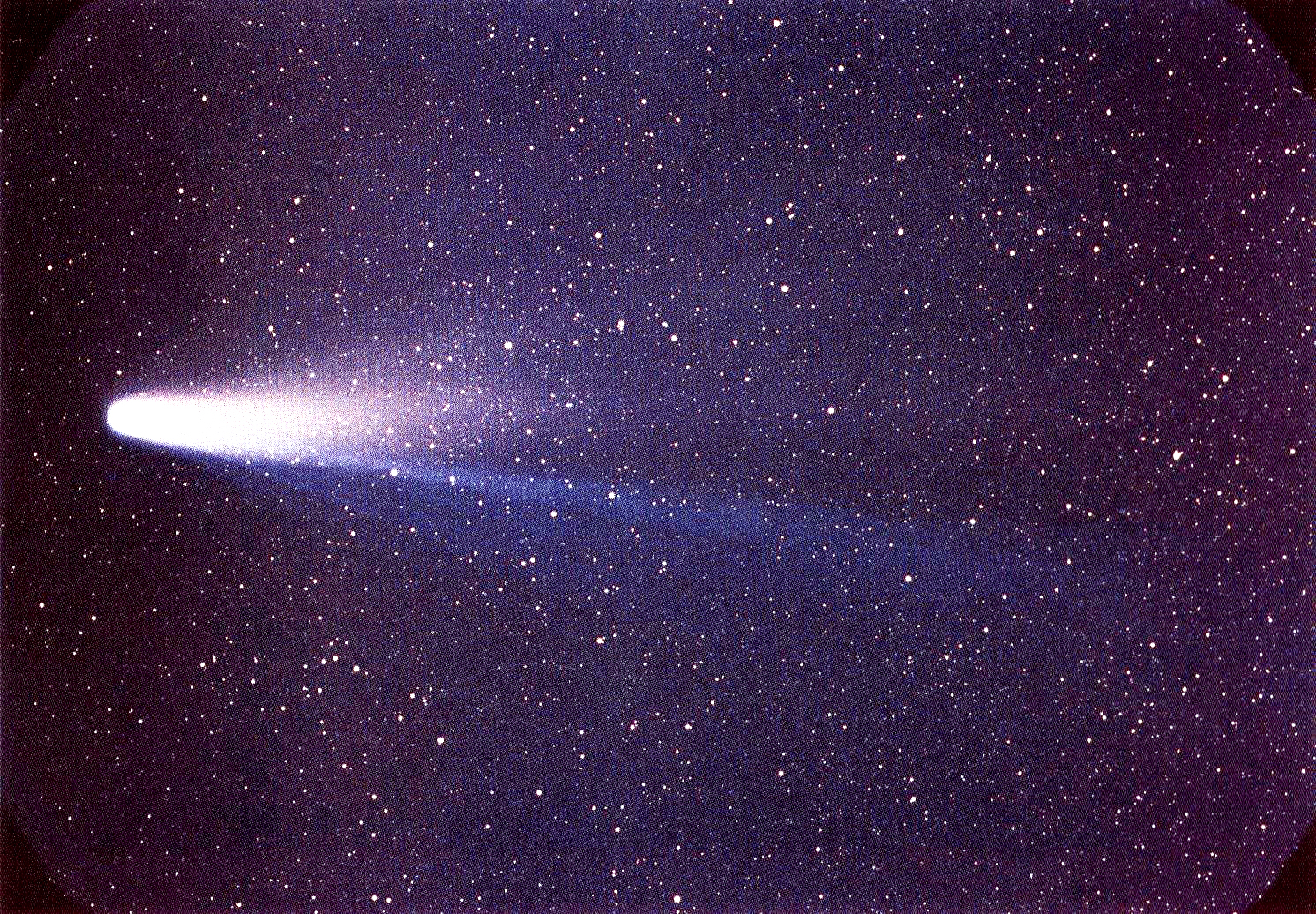
مذنب هالي في عام 1986

هالي أرمادا هو اسم لمسابر فضائية، خمسة منها كانت ناجحة، أرسلت لفحص المذنب هالي خلال مدة إقامته في النظام الشمسي الداخلي عام 1986. واشتمل أرمادا على مسبارٍ من وكالة الفضاء الأوروبية ومسبارين كانا عبارة عن مشروعين مشتركين بين الاتحاد السوفيتى وفرنسا ومسبارين من معهد علوم الفضاء والملاحة الفضائية في اليابان .

## مسابر الفضاء الرئيسة

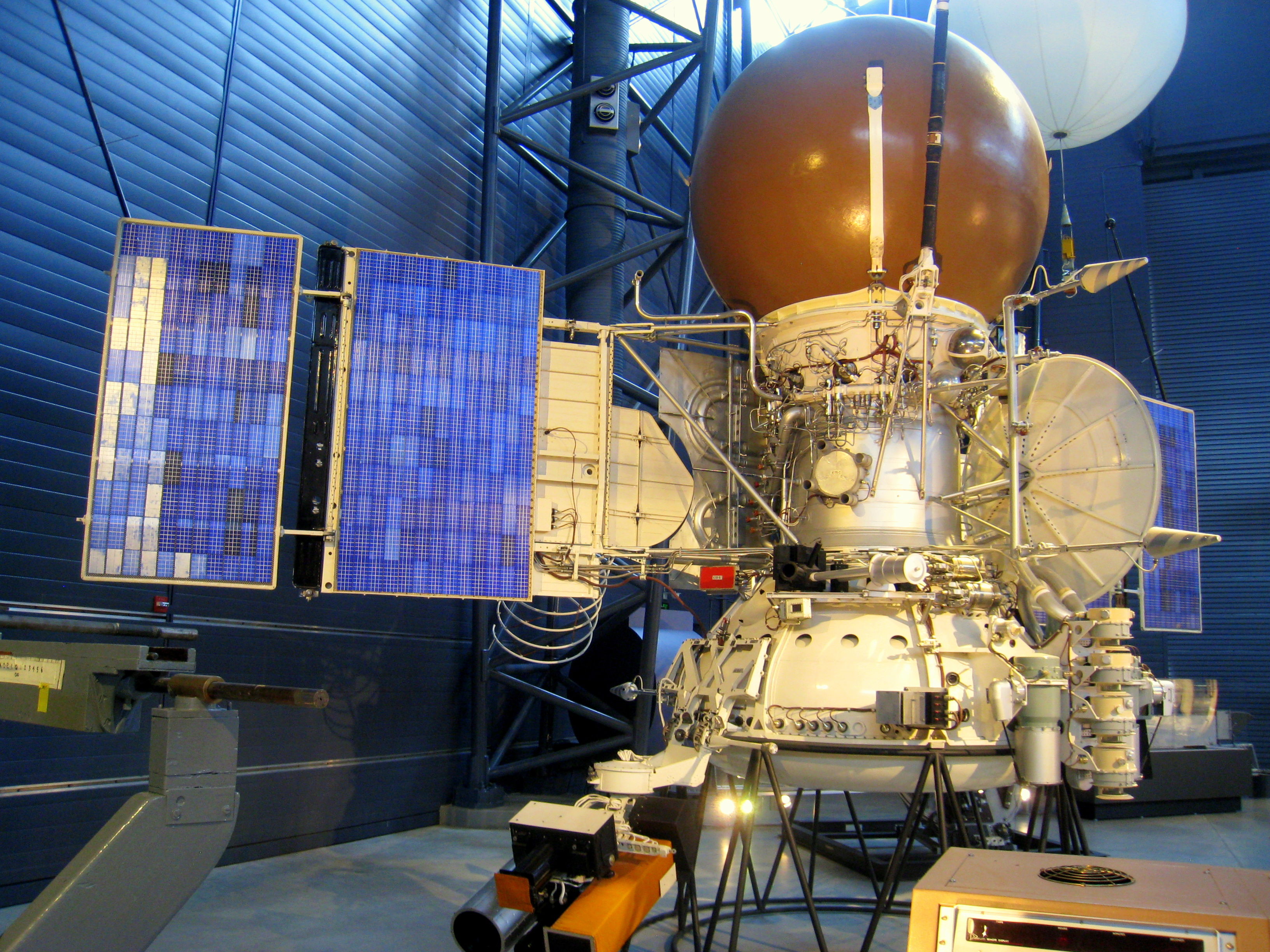
نموذج مسبار فيغا

المسابر المعنية (بترتيب أقرب اقتراب):
- جيوتو (596 كم)، أول مسبار فضائي يحصل على صور ملونة عن قرب لنواة مذنب.
- فيغا 2 (8,030 كم)، الذي أسقط مسبار بالونيا ومركبة على كوكب الزهرة قبل أن يذهب إلى هالي.
- فيغا 1 (8,889 كم)، الذي أسقط مسبار بالونيا ومركبة على كوكب الزهرة قبل أن يذهب إلى هالي.
- سويسي (151,000 كم)، المعروف أيضا باسم (بالإنجليزية: PLANET-A)‏. تم استخدام بيانات مسبار ساكيغاك لتحسين مسبار سويسي لإكمال مهمته المخصصة لدراسة هالي.
- ساكيغاك (6.99 مليون كيلومتر)، وهو أول مسبار في اليابان يغادر المنظومة الأرضية، وهو في الاساس عبارة عن اختبار لتكنولوجيا البعثات بين الكواكب.

## بعثات أخرى
كان لتحقيقات فضائية أخرى تجهيزاتها الخاصة لفحص مذنب هالي:
- بيونير 7 تم إطلاقه في 17 آب/أغسطس 1966. ليدور على مدار شمسي بمسافة متوسطها 1.1 فلكية بغرض دراسة المجال المغناطيسي الشمسي، والرياح الشمسية، والأشعة الكونية في نقاط منفصلة على نطاق واسع في المدار الشمسي. وفي 20 آذار/مارس 1986، حلقت المركبة الفضائية على مسافة 12.3 مليون كيلومتر من مذنب هالي وراقبت التفاعل بين ذيل المذنب الهيدروجيني والرياح الشمسية.[1]
- مركبة بيونير الزهرة المدارية التي تدور في مدار كوكب الزهرة، تم وضعها بشكل مناسب تماما لاتخاذ قياسات مذنب هالي خلال فترة الحضيض بتاريخ 9 شباط/فبراير 1986. ولاحظ مطياف الأشعة فوق البنفسجية فقدان المياه في الوقت الذي كان من الصعب فيه رصد مذنب هالي من الأرض.[2]
- مستكشف المذنبات الدولي الذي أعيد استخدامه كمسبار للمذنبات عام 1982، وقام بزيارة المذنب جياكوبيني زينر عام 1985، وقام بقياسه عابرا بين الشمس ومذنب هالي في أواخر آذار/مارس عام 1986.[1]

### البعثات الفاشلة والبعثات الملغاة
مكوك الفضاء تشالنجر، الذي أطلق في 28 كانون الثاني/يناير 1986، حاملا معه (SPARTAN-203) في رحلة سميت باسم (إس تي إس-51-إل) لإجراء ملاحظات على مذنب هالي. حينها فشلت المركبة إس تي إس-51-إل في الوصول إلى مدارها، مما أدى إلى فقدان الطاقم والمركبة بالكامل. وأدى فشل الإطلاق هذا إلى إلغاء عشرات البعثات المكوكية اللاحقة، بما في ذلك الإطلاق التالي (STS-61-E) الذي كان من المقرر إطلاقه في 6 مارس 1986، مع حمولته بما في ذلك مرصد (ASTRO-1) الذي كان يهدف إلى إجراء ملاحظات فلكية عن مذنب هالي.

## عمليات الرصد المفترضة من الفضاء
الملاحظات عن مذنب هالي والتي قام بها طاقم سويوز تي-15، الذي قام بالرحلة الأولى إلى محطة مير الفضائية والأخيرة إلى ساليوت 7 في مارس 1986 غير معروفة.

## روابط خارجية
- Image of Halley in 1986 by Giotto spacecraft (ESA Giotto. Archive.org, 27 Sep 2011)